# Нгардум, Джидингар Доно
Джидингар Доно Нгардум (фр. Djidingar Dono Ngardoum; 1928, Французский Чад — 19 февраля 2000) — чадский политический и государственный деятель, премьер-министр Чада в 1982 году.

## Биография
Сын вождя Нгарбарума. Член партии «Собрание за единство и чадскую демократию».
До 1982 года занимал должность министра в правительстве Франсуа Томбалбая. 19 мая 1982 года был назначен на должность премьер-министра Чада, когда президент Гукуни Уэддей пытался спасти своё правительство. Однако через месяц мятежник Хиссен Хабре Сверг главу государства и стал президентом и председателем Государственного совета, что привело к отмене должности премьер-министра на следующие 9 лет.
Правительственная команда Нгардума была сформирована и приступила к работе, но через пять дней после её формирования прекратила работу.
В октябре 1982 года он стал государственным министром в кабинете Хабре, а позже возглавил также Министерство сельского хозяйства.